# Seitenkriechgang
Als Seiten- oder Krabbenkriechgang wird eine taktische Vorgehensweise von Feuerwehrleuten im Innenangriff bezeichnet.

## Vorgehensweise
Da sich bei einem Feuer die Rauchgase zuerst an der Decke sammeln und somit die Temperatur in Bodennähe geringer und die Sicht besser ist, geht der Trupp im Innenangriff in einer gebückten Haltung vor. Werden die Sichtverhältnisse im weiteren Verlauf so schlecht, dass Absturzkanten, wie Treppen, nicht mehr rechtzeitig erkannt werden können, kommt der Seitenkriechgang zum Einsatz. Dieser ist zwar langsamer als das Vorgehen in einer gebückten Haltung, senkt das Absturzrisiko aber sehr stark.
Beide Mitglieder des Trupps gehen für die Anwendung des Seitenkriechganges in die Hocke, strecken ein Bein aus und verlagern das Gewicht auf das andere Bein. Mit dem ausgestreckten Bein kann so der Bereich vor dem Trupp abgesucht werden, um Hindernisse und Absturzkanten rechtzeitig zu entdecken. Der weit hinten liegende Schwerpunkt vermindert die Absturzgefahr. Anders als beim Kriechen hat die Methode zudem den Vorteil, dass die Rauchschicht oberhalb des Trupps jederzeit durch diesen beobachtet werden kann. Zudem kann das Strahlrohr zum sofortigen Einsatz immer in beiden Händen gehalten werden.
Ursprünglich aus den USA kommend, wird der Seitenkriechgang mittlerweile an vielen Landesfeuerwehrschulen als Standardvorgehensweise gelehrt.